# Andrea Zani
Andrea Teodoro Zani (* 11. November 1696 in Casalmaggiore bei Cremona; † 28. September 1757 ebenda) war ein italienischer Violinist und Komponist.

## Leben
Zani erhielt ersten Violinunterricht von seinem Vater, einem Amateurgeiger. Danach erhielt er Kompositionsunterricht von Giacomo Civeri, einem lokalen Musiker, und Violinunterricht beim Hofviolinisten Carlo Ricci. Der in Mantua unweit von Casalmaggiore wirkende Kapellmeister Antonio Caldara hörte Zanis Spiel und lud ihn ein, ihn nach Wien zu begleiten. Zwischen 1727 und 1729 traf Zani in Wien ein und war dort als Violinist in Diensten des Wiener Hofes tätig. 1739 kehrte er nach Italien zurück und wirkte in seiner Heimat als Konzertveranstalter, Musiklehrer an einem Waisenhaus und in verschiedenen Adelshäusern.

## Werk
Zanis Werke sind von Antonio Vivaldi geprägt, jedoch etwas weniger ausladend. Seine Spätwerke verdeutlichen eine Loslösung vom Barock hin zu vorklassischen Elementen. Bedeutend sind die dem kunstsinnigen Grafen Rudolf Franz Erwein von Schönborn gewidmeten Cellokonzerte aus der Schönborn’schen Musikaliensammlung Wiesentheid. Zanis Sinfonien bezeichnete der Musikwissenschaftler Eugene K. Wolf als die ersten ausgereiften Werke ihrer Gattung.
- op. 1: 12 Sonate da Camera (Mantua 1727), die gleichen Sonaten erschienen in einem Nachdruck als op. 3 Sonates a Violino solo e Basso da camera (Paris)
- op. 2: 6 Sinfonie da Camera ed altrettanti Concerti da Chiesa a Quattro Strumenti (1729)
- op. 4: 12 Concerti a quattro con i suoi ripieni (Wien 1733)
- op. 5: 12 Sonate a Violino e Basso intitolate „Pensieri armonici“ (Wien 1735)
- op. 6: Sonate a Violino e Basso (Paris 1740)

Darüber hinaus finden sich zahlreiche Manuskripte in verschiedenen Bibliotheken Europas, darunter
- 3 Flötenkonzerte
- 6 Triosonaten
- 23 Violinkonzerte
- 12 Cellokonzerte